# Prélèvement complémentaire temporaire 2011–2024 « UEFA Euro 2016 et JO 2024 »
Lire en ligne

Lire sur Légifrance

Le prélèvement complémentaire temporaire 2011–2024 « UEFA Euro 2016 et JO 2024 » est une taxe affectée française destinée à financer les investissements liés au Championnat d'Europe de football 2016 et aux Jeux olympiques d'été de 2024.

## Historique
Les jeux d'argent et de hasard exploités exclusivement par la Française des jeux sont soumis à une fiscalité particulière.

### Championnat d'Europe de football2016
L'organisation du championnat d'Europe de football masculin en 2016 nécessite la construction de quatre nouveaux stades et la rénovation de six autres stades. Le coût total est estimé en 2010 à 1,8 milliard d'euros partagés entre l'ensemble des acteurs publics et privés. Les opérations d'investissements liées à l'Euro 2016 s'élevèrent à 152 millions d'euros pour l'État. Cette somme, définitivement fixée en 2013, fut financée à l'aide d'un prélèvement additionnel de 0,3 % sur les jeux exploités par la Française des jeux hors paris sportifs. 
L'amendement du sénateur François Trucy dans la loi de finances pour 2011 instaure un prélèvement exceptionnel pour la période 2011–2015 afin de collecter 24 millions d'euros par an, soit 120 millions en tout. Le restant devait être financé par le fonds de roulement du Centre national pour le développement du sport. Cela ne fut finalement pas possible en raison de l'opposition du monde sportif amateur. Le prélèvement additionnel fut donc allongé jusqu'en 2017. Finalement, cette taxe affectée rapporta plus que prévu. Entre 2011 et 2017, 74,4 millions d'euros furent collectés au-delà du plafond fixé par le parlement.
En 2014, l'Inspection générale des finances (IGF) liste la taxe parmi les 192 taxes à faible rendement. La mission préconise de maintenir ce prélèvement exceptionnel.

### Jeux olympiques d'été de2024
Le projet de loi de finances pour 2017 prévoit un fonds « Héritage sportif et territorial dans le cadre de la candidature de Paris 2024 » alimenté à hauteur de 25 millions d’euros par an, au profit du Centre national de développement du sport, par la prolongation de 2018 à 2024 du prélèvement complémentaire de 0,3 % sur les mises des jeux de loterie, d'abord mis en place pour la rénovation des stades de l'Euro 2016,,.
La taxe temporaire est finalement supprimée un an plus tard.

## Caractéristiques

### Bénéficiaire
Le produit du prélèvement complémentaire est affecté au Centre national pour le développement du sport.

### Redevable
Seule la Française des jeux est soumise à ce prélèvement.